# Ager Gallicus

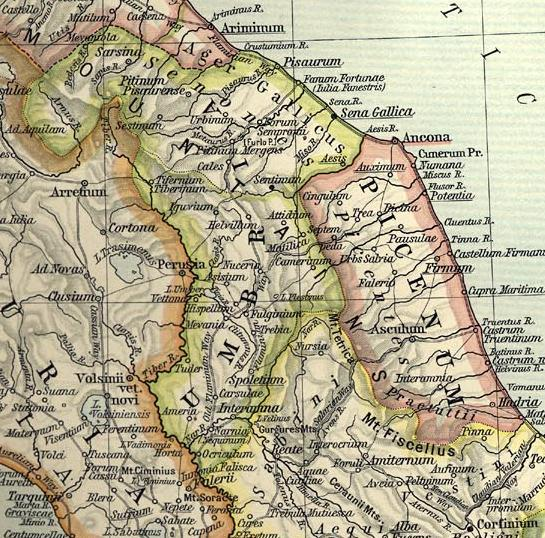
Karta över Umbrien och Picenum som även visar Ager Gallicus.

Ager Gallicus, latin för "den galliska åkern", eller tolkat som "gallernas område", är det område som romarna erövrade från senonerna efter slaget vid Sentinum 295 f.Kr. Området motsvarar den del av Marche som ligger norr om floden Esino. För att öka sin kontroll över Ager Gallicus grundade romarna ett antal kolonier i området. Sena Gallica, Ariminum, Pisaurum och Fanum Fortunae låg alla vid Adriatiska havet. För inlandets del valdes en annan lösning. En lag, Lex Flaminia de agro Gallico et Piceno viritim dividendo, ledde till att man skapade ett nätverk av prefekturer. Några av dessa prefekturer kom vid mitten av första århundradet f.Kr att få status som municipier. Detta gällde Aesis, Suasa, Ostra och Forum Sempronii.
Via Flaminia, som byggdes 220 f.Kr. kom att få betydelse för Ager Gallicus som då fick bättre förbindelser med Rom. I Augustus regionindelning 7 e.Kr. av Apenninska halvön lades Ager Gallicus i samma region (region VI) som Umbrien. I Diocletianus regionindelning 300  e.Kr. bytte Ager Gallicus namn till Flaminia och sammanfördes med Picenum i provinsen Flaminia et Picenum. Under kejsar Theodosius I förändrades åter regionindelningen så att området blev del av provinsen Flaminia et Picenum Annonarium